# José Andrés Torres Mora
José Andrés Torres Mora (Málaga, 1 de enero de 1960) es un profesor y político español, diputado por Málaga en el Congreso durante la VIII, IX, X, XI y XII legislatura.

## Biografía
Doctor en Sociología desde 1994 gracias a la tesis Las desigualdades en el acceso a la educación en España. Un estudio sociográfico, dirigida por Julio Carabaña. Es profesor titular de Sociología en la Universidad Complutense de Madrid. Ha sido también director del Colegio Mayor Universitario San Juan Evangelista. Miembro del PSOE, entre 2000 y 2004 fue jefe de Gabinete de Zapatero y entre 2004 y 2012 formó parte de su Comisión Ejecutiva Federal como secretario de cultura. En marzo de 2004 fue elegido diputado por Málaga al Congreso, y reelegido en 2008, 2011, 2015 y 2016. En 2017 cesó como diputado, volviendo a su plaza de profesor universitario. En 2020 fue nombrado presidente ejecutivo de Acción Cultural Española, empresa pública participada al 100% por la Dirección General del Patrimonio del Estado, dependiente del Ministerio de Hacienda y Función Pública.
Es sobrino nieto del beato Juan Duarte Martín, joven diácono católico asesinado en 1936, uno de los mártires españoles del siglo XX.

## Libros publicados
- La izquierda es la libertad (2018)
- El día que el triunfo alcancemos (2014)